# Chang Do-yong
Chang Do-yong (también romanizado como Jang Do-young y variaciones del mismo; en hangul: 장도영; en hanja: 張 都 暎; 23 de enero de 1923 - 3 de agosto de 2012) fue un general, político y profesor de Corea del Sur que, siendo jefe del Estado Mayor del Ejército de Corea del Sur, jugó un papel decisivo en el golpe de Estado del 16 de mayo y fue el primer presidente interino del Consejo Supremo para la Reconstrucción Nacional durante un corto tiempo hasta su encarcelamiento.

## Educación y primeros años
Chang inicialmente sirvió en el ejército imperial japonés durante la ocupación japonesa de Corea. Se graduó en el departamento de historia de la Universidad de Toyo, planeaba convertirse en maestro, pero luego se desempeñó como oficial en China.

## Carrera

### Participación en el golpe del 16 de mayo
Chang se enteró por primera vez del golpe por Park Chung-hee el 10 de abril de 1961, quien quería que él dirigiera el nuevo gobierno para que todo el ejército lo apoyara. Respondió sin unirse a los conspiradores ni notificar al gobierno. Se ha considerado que esta indecisión dio legitimidad al golpe. Además, Chang convenció más tarde al entonces primer ministro Chang Myon de que un informe de seguridad que contenía detalles filtrados del golpe (cuando estaba programado para el 12 de mayo) no era confiable. Esto permitió a los planificadores posponerlo hasta el 16 de mayo.

### Ascenso y declive
Después del golpe, Chang fue designado como líder principal, mientras que Park tenía el poder real. Poco después, sin embargo, formó una pequeña facción de moderados, lo que provocó un conflicto con otros oficiales más militaristas, incluido Park. En su apogeo, Chang ocupó cuatro puestos: presidente del Consejo Supremo, primer ministro, ministro de Defensa y jefe del Estado Mayor del ejército. Hasta mayo de 1961, intentó obtener el reconocimiento del nuevo gobierno de los Estados Unidos, reuniéndose con el presidente John F. Kennedy el 24 de mayo y prometiendo una transferencia al control civil antes del 15 de agosto (una prioridad para los EE. UU. Y solo en nombre del presidente Yun Bo-seon, a quien Chang quería dejar permanecer en el cargo) el 31 de mayo. Estos movimientos rápidamente lo hicieron impopular entre el resto de los líderes militares, quienes lo vieron como una amenaza para su poder y los objetivos del golpe. En junio, después de ganar la aceptación de los Estados Unidos, Park y sus seguidores cambiaron el rumbo contra Chang al implementar leyes para restringir su influencia. El 3 de julio, Chang, los diez policías militares apostados a su alrededor por seguridad, y otros cuarenta y cuatro agentes fueron arrestados bajo cargos de conspiración para ejecutar un contragolpe. Se rindió sin ninguna resistencia.

## Exilio y años posteriores
Antes de su juicio, Chang ya había dejado en claro que huiría a los Estados Unidos, una medida a la que sus perseguidores no se opusieron. Después de irse en 1962, completó su doctorado en ciencias políticas en la Universidad de Míchigan. Chang afirmó que había visitado Corea del Sur en 1968 y se había reunido con Park y con las tropas que participaron en la Guerra de Vietnam. Se incorporó a la Universidad de Western Míchigan como profesor asociado en 1971 y se jubiló en 1993. En 2011, se informó que padecía demencia.

## Obras
- Yearning for Home (《망향》. 서울: 숲속의 꿈), autobiography, 2001, ISBN 9788995007280